# Campionatul Regional de Fotbal 1923-1924
Sezonul 1923–1924 al campionatului regional a reprezentat cea de-a patra ediție a acestei faze regionale din cadrul Campionatului Național de Fotbal al României. În această ediție s-au disputat nouă campionate districtuale, marcând apariția districtului Sibiu.

## Campionate districtuale
| - Arad - Brașov - București/Ploiești | - Cernăuți - Cluj | - Târgu Mureș - Timișoara | - Oradea/Satu Mare - Sibiu |

## Clasamente

### Arad
| Loc | Echipa            | MJ | V | E | Î | GM | GP | DG  | Pct | Calificare sau retrogradare  |
| --- | ----------------- | -- | - | - | - | -- | -- | --- | --- | ---------------------------- |
| 1   | SG Arad           | 8  | 4 | 3 | 1 | 14 | 4  | +10 | 11  | Calificare în faza națională |
| 2   | Gloria CFR Arad   | 8  | 4 | 3 | 1 | 24 | 9  | +15 | 11  |                              |
| 3   | CA Arad           | 8  | 4 | 3 | 1 | 17 | 10 | +7  | 11  |                              |
| 4   | AMEFA Arad        | 8  | 2 | 2 | 4 | 17 | 10 | +7  | 6   |                              |
| 5   | CFR Simeria       | 8  | 0 | 1 | 7 | 3  | 39 | −36 | 1   |                              |
| 6   | CAM Petroșani (D) | 0  | 0 | 0 | 0 | 0  | 0  | 0   | 0   | S-au retras                  |
| 7   | SC Vulcan (D)     | 0  | 0 | 0 | 0 | 0  | 0  | 0   | 0   | S-au retras                  |
| 8   | Jiul Lupeni (D)   | 0  | 0 | 0 | 0 | 0  | 0  | 0   | 0   | S-au retras                  |

1. ↑  CA Arad a terminat inițial pe primul loc, dar ulterior a pierdut un meci la „masa verde” în urma unui protest depus de SG Arad.
2. 1 2 3  CAM Petroșani, SC Vulcan și Jiul Lupeni s-au retras pe parcursul campionatului.

### Brașov
| Loc | Echipa                     | MJ | V | E | Î | GM | GP | DG  | Pct | Calificare sau retrogradare  |
| --- | -------------------------- | -- | - | - | - | -- | -- | --- | --- | ---------------------------- |
| 1   | Brașovia Brașov (C, Q)     | 8  | 5 | 0 | 3 | 20 | 7  | +13 | 10  | Calificare în faza națională |
| 2   | Olimpia Brașov             | 8  | 5 | 0 | 3 | 10 | 11 | −1  | 10  |                              |
| 3   | Harghita Odorheiu Secuiesc | 8  | 4 | 0 | 4 | 12 | 12 | 0   | 8   |                              |
| 4   | Colțea Brașov              | 8  | 3 | 0 | 5 | 11 | 13 | −2  | 6   |                              |
| 5   | RGM Brașov                 | 8  | 3 | 0 | 5 | 8  | 18 | −10 | 6   |                              |

### București/Ploiești
| Loc | Echipa                 | MJ | V | E | Î | GM | GP | DG  | Pct | Calificare sau retrogradare  |
| --- | ---------------------- | -- | - | - | - | -- | -- | --- | --- | ---------------------------- |
| 1   | Venus București (C, Q) | 7  | 5 | 1 | 1 | 11 | 2  | +9  | 11  | Calificare în faza națională |
| 2   | Tricolor București     | 7  | 5 | 1 | 1 | 28 | 12 | +16 | 11  |                              |
| 3   | Triumf București       | 7  | 5 | 0 | 2 | 18 | 9  | +9  | 10  |                              |
| 4   | Prahova Ploiești       | 7  | 3 | 2 | 2 | 9  | 14 | −5  | 8   |                              |
| 5   | Colțea București       | 7  | 2 | 1 | 4 | 8  | 13 | −5  | 5   |                              |
| 6   | Val Vârtej București   | 7  | 2 | 1 | 4 | 6  | 13 | −7  | 5   |                              |
| 7   | Olympia București      | 7  | 2 | 0 | 5 | 8  | 20 | −12 | 4   |                              |
| 8   | Transilvania București | 7  | 1 | 0 | 6 | 8  | 13 | −5  | 2   |                              |

### Cernăuți
| Loc | Echipa               | MJ | V | E | Î | GM | GP | DG  | Pct | Calificare sau retrogradare  |
| --- | -------------------- | -- | - | - | - | -- | -- | --- | --- | ---------------------------- |
| 1   | Jahn Cernăuți (C, Q) | 10 | 8 | 0 | 2 | 32 | 5  | +27 | 16  | Calificare în faza națională |
| 2   | Maccabi Cernăuți     | 10 | 6 | 1 | 3 | 19 | 17 | +2  | 13  |                              |
| 3   | Dragoș Vodă Cernăuți | 10 | 6 | 0 | 4 | 16 | 16 | 0   | 12  |                              |
| 4   | Polonia Cernăuți     | 10 | 5 | 1 | 4 | 19 | 11 | +8  | 11  |                              |
| 5   | Dovbuș Cernăuți      | 10 | 2 | 1 | 7 | 8  | 22 | −14 | 5   |                              |
| 6   | Gwiazda Cernăuți     | 10 | 1 | 1 | 8 | 9  | 32 | −23 | 3   |                              |

### Cluj
| Loc | Echipa                    | MJ | V | E | Î | GM | GP | DG  | Pct | Calificare sau retrogradare  |
| --- | ------------------------- | -- | - | - | - | -- | -- | --- | --- | ---------------------------- |
| 1   | Universitatea Cluj (C, Q) | 9  | 6 | 2 | 1 | 15 | 7  | +8  | 14  | Calificare în faza națională |
| 2   | Victoria Cluj             | 9  | 5 | 3 | 1 | 20 | 8  | +12 | 13  |                              |
| 3   | CFR Cluj                  | 9  | 3 | 2 | 4 | 9  | 15 | −6  | 8   |                              |
| 4   | Haggibbor Cluj            | 9  | 3 | 2 | 4 | 8  | 14 | −6  | 8   |                              |
| 5   | KKASE Cluj                | 9  | 0 | 3 | 6 | 4  | 11 | −7  | 3   |                              |
| 6   | CA Cluj (D)               | 5  | 2 | 2 | 1 | 3  | 2  | +1  | 6   | S-a retras                   |

1. ↑  CA Cluj s-a retras la jumătatea campionatului.

### Târgu Mureș
| Loc | Echipa                         | MJ | V | E | Î | GM | GP | DG  | Pct | Calificare sau retrogradare  |
| --- | ------------------------------ | -- | - | - | - | -- | -- | --- | --- | ---------------------------- |
| 1   | CFR Mureșul Târgu Mureș (C, Q) | 3  | 2 | 1 | 0 | 17 | 0  | +17 | 5   | Calificare în faza națională |
| 2   | CS Târgu Mureș                 | 3  | 2 | 1 | 0 | 8  | 0  | +8  | 5   |                              |
| 3   | MTE Târgu Mureș                | 3  | 1 | 0 | 2 | 0  | 9  | −9  | 2   |                              |
| 4   | Kadima Târgu Mureș             | 3  | 0 | 0 | 3 | 3  | 16 | −13 | 0   |                              |

1. 1 2  Meciul dintre MTE și Kadima a fost câștigat la masa verde de MTE, fără goluri creditate.

### Timișoara
| Loc | Echipa                    | MJ | V | E | Î | GM | GP | DG  | Pct | Calificare sau retrogradare  |
| --- | ------------------------- | -- | - | - | - | -- | -- | --- | --- | ---------------------------- |
| 1   | Chinezul Timișoara (C, Q) | 10 | 7 | 1 | 2 | 25 | 4  | +21 | 15  | Calificare în faza națională |
| 2   | Unirea Timișoara          | 10 | 7 | 0 | 3 | 33 | 10 | +23 | 14  |                              |
| 3   | CA Timișoara              | 10 | 5 | 3 | 2 | 21 | 13 | +8  | 13  |                              |
| 4   | RGM Timișoara             | 10 | 5 | 2 | 3 | 16 | 15 | +1  | 12  |                              |
| 5   | Sparta CFR Timișoara      | 10 | 1 | 2 | 7 | 7  | 28 | −21 | 4   |                              |
| 6   | Vulturii Lugoj            | 10 | 1 | 0 | 9 | 4  | 36 | −32 | 2   |                              |

1. 1 2  Inițial, Unirea terminase pe primul loc, cu 16 puncte, urmată de Chinezul, cu 15. În urma unui protest depus de Chinezul, cu privire la un meci dintre Unirea și RGM, Unirea a pierdut acel joc la masa verde, deși evoluase deja în faza națională împotriva SG Arad.

### Oradea/Satu Mare
| Loc | Echipa              | MJ | V  | E | Î  | GM | GP | DG  | Pct | Calificare sau retrogradare  |
| --- | ------------------- | -- | -- | - | -- | -- | -- | --- | --- | ---------------------------- |
| 1   | CA Oradea (C, Q)    | 14 | 11 | 2 | 1  | 45 | 8  | +37 | 24  | Calificare în faza națională |
| 2   | Stăruința Oradea    | 14 | 9  | 3 | 2  | 40 | 13 | +27 | 21  |                              |
| 3   | SC Salonta          | 14 | 7  | 3 | 4  | 24 | 25 | −1  | 17  |                              |
| 4   | SE Satu Mare        | 14 | 5  | 3 | 6  | 16 | 21 | −5  | 13  |                              |
| 5   | Bihorul Oradea      | 14 | 5  | 3 | 6  | 17 | 23 | −6  | 13  |                              |
| 6   | Înțelegerea Oradea  | 14 | 4  | 3 | 7  | 14 | 16 | −2  | 11  |                              |
| 7   | Stăruința Satu Mare | 14 | 4  | 3 | 7  | 13 | 24 | −11 | 11  |                              |
| 8   | Maccabi Oradea      | 14 | 0  | 2 | 12 | 7  | 46 | −39 | 2   |                              |

### Sibiu
| Loc | Echipa              | MJ | V | E | Î | GM | GP | DG  | Pct | Calificare sau retrogradare  |
| --- | ------------------- | -- | - | - | - | -- | -- | --- | --- | ---------------------------- |
| 1   | Șoimii Sibiu (C, Q) | 6  | 4 | 2 | 0 | 22 | 6  | +16 | 10  | Calificare în faza națională |
| 2   | SG Sibiu            | 6  | 4 | 2 | 0 | 13 | 4  | +9  | 10  |                              |
| 3   | SS Sibiu            | 6  | 4 | 1 | 1 | 23 | 3  | +20 | 9   |                              |
| 4   | Internațional Sibiu | 6  | 3 | 1 | 2 | 5  | 7  | −2  | 7   |                              |
| 5   | Amateur Mediaș      | 6  | 2 | 0 | 4 | 9  | 9  | 0   | 4   |                              |
| 6   | Jehuda Sibiu        | 6  | 1 | 0 | 5 | 3  | 32 | −29 | 2   |                              |
| 7   | SC Făgăraș          | 6  | 0 | 0 | 6 | 2  | 16 | −14 | 0   |                              |